# Vlastní minulost neznámá
Vlastní minulost neznámá (v originále Le Passé simple) je francouzský hraný film z roku 1977, který režíroval Michel Drach podle románu Les Étangs de Hollande Jacquese Tourniera. Snímek měl světovou premiéru dne 10. srpna 1977.

## Děj
Manželství Cécile a Françoise prochází hlubokou krizí.

## Obsazení
| Marie-José Natová | Cécile              |
| Victor Lanoux     | François            |
| Anne Lonnberg     | Josépha             |
| Vania Vilers      | Bruno               |
| Philippe March    | muž ve vlaku        |
| Roland Blanche    | nájemník            |
| Albert Dray       | taxikář             |
| Marc Eyraud       | doktor Mercier      |
| Claude Legros     | komisař             |
| Didier Sauvegrain | mladý automobilista |

## Ocenění
- Mezinárodní filmový festival Karlovy Vary: Cena za nejlepší ženský herecký výkon (Marie-José Nat)
- César: nominace na nejlepší střih (Françoise Bonnot)